# The Miseducation of Lauryn Hill
The Miseducation of Lauryn Hill – pierwszy solowy album studyjny amerykańskiej wokalistki Lauryn Hill. Płyta uzyskała w Stanach Zjednoczonych tytuł ośmiokrotnej platyny. Przez 4 tygodnie znajdowała się na pierwszym miejscu listy Billboard. Album został nagrodzony pięcioma nagrodami Grammy, m.in. w kategorii najlepszy album oraz najlepszy album R&B.
W 2003 album został sklasyfikowany na 312. miejscu listy 500 albumów wszech czasów magazynu Rolling Stone, natomiast w 2010 roku na 10. miejscu.

## Lista utworów
1. „Intro” – 0:47
2. „Lost Ones” – 5:33
3. „Ex-Factor” -5:26
4. „To Zion” – 6:09
5. „Doo Wop (That Thing)” – 5:20
6. „Superstar” – 4:57
7. „Final Hour” – 4:16
8. „When It Hurts So Bad” – 5:42
9. „I Used To Love Him” (wraz z Carlosem Santana i Mary J. Blige) – 5:39
10. „Forgive Them Father” – 5:15
11. „Every Ghetto, Every City” – 5:14
12. „Nothing Even Matters” (wraz z D’Angelo) – 5:50
13. „Everything Is Everything” (wraz z John Legend) – 4:53
14. „The Miseducation Of Lauryn Hill” – 3:55
15. „Can't Take My Eyes Off of You” – 3:41
16. „Tell Him” – 4:40